# Pat Rice
Patrick James Rice MBE (17 de març de 1949) és un exfutbolista nord-irlandès de la dècada de 1970.
Fou 49 cops internacional amb la selecció d'Irlanda del Nord. Pel que fa a clubs, defensà els colors de l'Arsenal FC, amb més de 500 partits disputats, i del Watford FC.
Com a entrenador ha desenvolupat diverses tasques a l'Arsenal.

## Palmarès
Arsenal
- FA Youth Cup: 1966
- Football League First Division: 1970-71
- FA Cup: 1971, 1979